# Maybe Today, Maybe Tomorrow
Maybe Today, Maybe Tomorrow — третій студійний альбом гурту We Are The Ocean, виданий 2012 року під лейблом Hassle Records. До альбому увійшли 2 сингли: «Bleed» та «The Road». Та були відзняті відео до пісень «The Road», «Young Heart» та «Machine». Це був перший альбом без участі у записі фронтмена Дена Брауна, який відігравав роль скриммера. Тепер його повністю замінив вокаліст Лайам Кромбі. Сам-же Ден Браун виступив як один із продюсерів при записі альбому.

## Учасники запису
- Ліам Кромбі — вокал, ритм-гітара
- Алфі Скаллі — лід-гітара, вокал
- Джек Спенс — бас, бек-вокал
- Том Віттакер — барабани, бек-вокал

## Список композицій
Автор музики і слів We Are the Ocean and Dan Brown. Всі тексти написані Деном Брауном та Лайамом Кромбі. Лише автором пісні «Pass Me By» є Alfie Scully.. 
| Original CD | Original CD                   | Original CD |
| #           | Назва                         | Тривалість  |
| ----------- | ----------------------------- | ----------- |
| 1.          | «Stanford Rivers»             | 1:13        |
| 2.          | «Bleed»                       | 2:49        |
| 3.          | «Young Heart»                 | 3:47        |
| 4.          | «Story of a Modern Child»     | 3:07        |
| 5.          | «Machine»                     | 3:39        |
| 6.          | «The Road (Run for Miles)»    | 3:41        |
| 7.          | «Golden Gate»                 | 5:35        |
| 8.          | «Maybe Today, Maybe Tomorrow» | 3:40        |
| 9.          | «Pass Me By»                  | 3:42        |
| 10.         | «Chin Up, Son»                | 3:22        |
| 32:35       |                               |             |

| iTunes bonus track | iTunes bonus track  | iTunes bonus track |
| #                  | Назва               | Тривалість         |
| ------------------ | ------------------- | ------------------ |
| 11.                | «One of Those Days» | 3:29               |